# Centrantyx obscuripes
Centrantyx obscuripes är en skalbaggsart som beskrevs av Valck Lucassen 1935. Centrantyx obscuripes ingår i släktet Centrantyx och familjen Cetoniidae. Inga underarter finns listade.